# پروژه بلو برین
پروژه بلو برین، به معنی مغز آبی، (به انگلیسی: Blue Brain Project) در راه ساخت مغز مصنوعی گام برمی‌دارد. در این پروژه از مهندسی معکوس مغز پستانداران تا سطح مولکولی استفاده می‌شود.
این پروژه در سال ۲۰۰۵ در مؤسسه مغز و ذهن دانشگاه پلی تکنیک لوزان به مدیریت هنری مارکرام، آغاز به کار کرده‌است. هدف از این پروژه، مطالعه ساختار و عملکردهای پایه‌ای مغز است.
بلوبرین در شبیه‌سازی مغز از ابر رایانه بلوژن و نرم‌افزار نورون مایکل هینز استفاده می‌کند. نرم‌افزار استفاده شده یک شبکه عصبی مصنوعی نیست بلکه یک مدل واقعی زیستی از نورون را شبیه‌سازی می‌کند.
امید است که این پروژه به روشنگری‌های بسیاری در زمینهٔ هوشیاری بینجامد.
این پروژه زیر شاخه‌های دیگری نیز دارد. مانند کژال بلو برین در Supercomputing and Visualization Center of Madrid و تعدادی پروژه‌های دیگر که به‌طور مستقل، در آزمایشگاه‌ها و دانشگاه‌های مختلف بر روی آن‌ها کار می‌شود.
1. درک بهتر ساختار و عملکرد مغز
2. ترسیم نقشه مغز
3. مهندسی معکوس مغز برای:

-طراحی مدلهای شبیه‌سازی مبتنی بر شبکه عصبی مغز
-طراحی رایانه‌های پرسرعت پردازش بسیار بالا و مصرف انرژی پایین
-کمک به تحقیقات هوش مصنوعی در طراحی رباتهای انسان نما
1. درمان بیماری‌های حوزه اعصاب و روان
2. درمان صدمات مغزی

## شبیه‌سازی Neocortical column
در ماه دسامبر سال ۲۰۰۶، دستیابی به اهداف اولیه پروژه تحقق یافت،  این هدف شبیه‌سازی Neocortical Column، که می‌توان آن را به عنوان کوچکترین واحد عملگر neocortex در نظر گرفت، در یک موش صحرایی بود. یک نمونه column به صورت حدودی 2 mm طول و 0.5 mm قطر دارد و در انسان دربردارندهٔ ۶۰۰۰۰ عصب است.
ساختار neocortical column موش صحرایی قهوه‌ای بسیار شبیه به انسان است اما تنها در بردارندهٔ ۱۰۰۰۰ عصب (و 108 سیناپس عصبی) است.

بین سالهای ۱۹۹۵ تا ۲۰۰۵، مارکرام به ترسیم کردن نوع عصب‌ها و نحوهٔ ارتباط آن‌ها با یکدیگر، در Column پرداخته‌است.

## شبیه‌سازی مغز کامل
هدف طولانی مدت پروژه شبیه‌سازی مغز کامل انسان با تمامی جزئیات و در بردارندهٔ عملکرد فیزیولوژی مغز است. هنری مارکرام در سال ۲۰۰۹ در کنفرانس TED conference در آکسفورد می‌گوید: «ساختن مغز انسان غیرممکن نیست و ما می‌توانیم آن را در ۱۰ سال به انجام برسانیم». او در یک مصاحبه با خبرگزاری BBC می‌گوید: «اگر ما آن را به درستی بسازییم، باید بتواند صحبت کند، هوشمند باشد و رفتاری بسیار شبیه به یک انسان داشته باشد.»

### پیشرفت
در نوامبر ۲۰۰۷، پایان بخش نخست پروژه اعلام شد که در آن یک پردازش بر روی داده‌ها به منظور تولید، تأیید و بازیابی neocortical column انجام شد.
تا سال ۲۰۰۵ نخستین مدل تک سلولی کامل شد. نخستین neocortical column سلولی مصنوعی، متشکل از ۱۰٬۰۰۰ سلول، تا سال ۲۰۰۸ ساخته شد. در ژوئیه ۲۰۱۱ یک mesocircuits سلولی ساخته شد که از 100 neocortical columns با مجموع یک میلیون سلول تشکیل شده بود. در نهایت پیش‌بینی می‌شود که در سال ۲۰۲۳ یک مدل سلولی مغز انسان ساخته شود که با ۱۰۰۰ مغز موش صحرایی با مجموع هزار بیلیون سلول، برابری می‌کند.
اکنون که ساخت column به پایان رسیده‌است، پروژه مشغول انتشار نتایج بخش اول آن در نشریات علمی است و دو هدف مجزا را دنبال می‌کند:
1. پایه‌ریزی یک شبیه‌سازی در سطح مولکولی،[۱] چرا که با استفاده از آن مطالعهٔ اثر گسترش ژن امکان‌پذیر می‌شود.
2. ساده‌سازی شبیه سازی column، که شبیه‌سازی موازی انبوهی از columnها را، با هدف نهایی شبیه‌سازی کل یک neocortex، ممکن می‌کند.

### بودجه
این پروژه در درجهٔ اول توسط دولت سوییس و در درجه دوم از طرف هزینه و کمک‌های مالی برخی اشخاص خصوصی تأمین بودجه می‌شود. EPFL کامپیوتر بلو ژن را با یک هزینهٔ کاهش یافته خریداری کرده‌است زیرا در آن زمان این کامپیوتر هنوز یک نمونهٔ اولیه بود و IBM علاقه‌مند بود که کارایی این کامپیوتر را در کاربردهای مختلف بیازماید. این پروژه همچنین یکی از کاندیدای دریافت بودجهٔ تحقیقاتی FET (تکنولوژی‌های ضروری و آینده نگر) از طرف کمیتهٔ اروپایی، است. مبلغ این بودجه یک بیلیون یورو در ۱۰ سال است. انتظار می‌رود که تصمیم نهایی در مورد دریافت کنندگان این بودجه در نیمهٔ دوم سال ۲۰۱۲ گرفته شود. اگر پروژه بلو برین موفق به دریافت این بودجه شود، نام پروژه به «پروژهٔ مغز انسان» تغییر خواهد یافت.